# La Casadevall (Sant Julià de Vilatorta)
La Casadevall és una obra del municipi de Sant Julià de Vilatorta (Osona) inclosa en l'Inventari del Patrimoni Arquitectònic de Catalunya.

## Descripció
Es tracta d'una masia de planta rectangular coberta a dues vessants, amb el carener perpendicular a la façana situada a migdia. Consta de planta baixa i dos pisos, i presenta diverses etapes constructives que han consistit a anar afegint edificacions al cos central. La façana presenta un portal adovellat i dues finestres a la planta i dues finestres al primer, amb l'ampit motllurat i una finestra al segon. A la part esquerre s'hi adossen un cos de porxos sostingut per un pilar. A davant hi ha un cos de planta cobert a una vessant i un mur que tanca la lliça per la part de ponent. A llevant hi ha el marge i diversos coberts que tanquen també la lliça. La primera llinda del portal és a terra. Al nord hi ha diverses finestres, algunes de pedra i altres de factura més moderna. A llevant la façana només presenta obertures al primer i segon pis. La lliça és enllosada, així com l'era a la part sud on hi ha una petita cabana. L'estat de conservació és bo.

## Història
A la part de tramuntana de la casa hi passa l'antic camí de Vic a Puiglagulla. Aquest mas el trobem registrat en els fogatges de la parròquia i terme de Santa Maria de Vilalleons de l'any 1553, aleshores habitava el mas segons consta en el document: "JAUME ISQUIS STA EN LO MAS DE LA CASA DE VALL". Conserva diverses etapes constructives: pilar dels porxos 1751, angle sud-est al base del portal de la lliça 1751, finestres de la façana de llevant 1688 i 1782 i portal de la lliça 1786.